# Francis Rossi

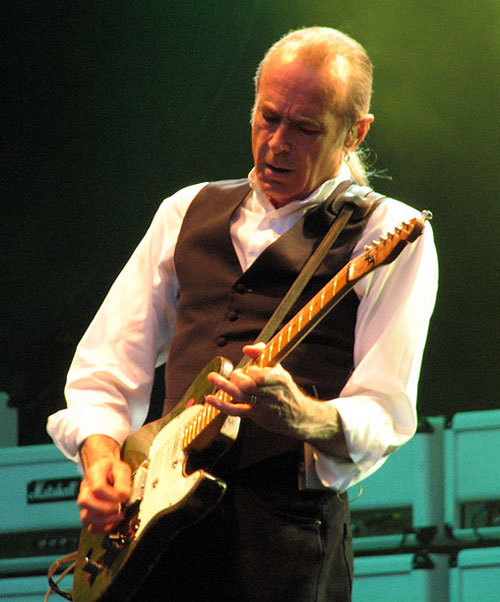
Francis Rossi.

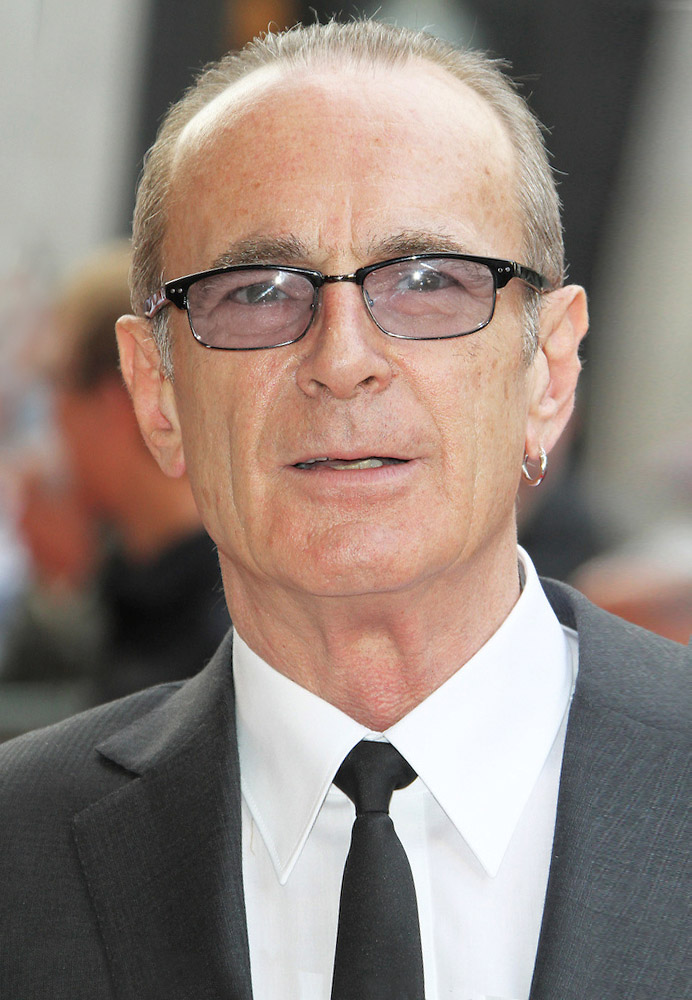
Rossi, 2013

Francis Rossi (Londen, 29 mei 1949) is de karakteristieke gitarist, zanger en mede-oprichter van de rockgroep Status Quo. Tevens schreef Rossi de eerste Status Quo single Pictures of matchstick men alsmede veel andere nummers, waaronder Paper plane, Caroline, en Down down. Veel van deze nummers zijn samen geschreven met roadie en harmonica speler Bob Young en met Bernie Frost.
Zijn typerende stem en gitaargeluid vormen een groot deel van de 'Quo-sound'. Hij is ook bekend als Mike Rossi, Frame en The grand old man of rock 'n roll.
Hij leeft tegenwoordig met zijn tweede vrouw en heeft acht kinderen.

## Ander werk
Rossi speelt vanaf het begin bij Status Quo, maar heeft ook gespeeld op albums van andere muzikanten, zoals Demis Roussos en Graham Bonnet. Ook heeft hij enkele solo-albums gemaakt, waaronder King Of The Doghouse (1996) waar de single Give myself to love op te vinden is.
In 2011 kwam zijn tweede soloalbum uit: One Step At A Time.
In 2011 kwam ook het livealbum Live at st. Luke's londen uit.
Een mengeling van de cd One step at the time en Quo-nummers die niet eerder door Quo live zijn uitgebracht